# Agrapha meretricia
Agrapha meretricia là một loài bướm đêm trong họ Noctuidae.